# Front Row Seat to Earth
| Совокупная оценка | Совокупная оценка |
| Источник          | Оценка            |
| ----------------- | ----------------- |
| Metacritic        | 82/100            |
| Оценки критиков   |                   |
| Источник          | Оценка            |
| AllMusic          | [ 2 ]             |
| Clash             | 8/10              |
| Exclaim!          | 8/10              |
| The Guardian      | [ 5 ]             |
| The Observer      | [ 6 ]             |
| Pitchfork         | 8.3/10            |
| Uncut             | 8/10              |
| Under the Radar   | 8.5/10            |

Front Row Seat to Earth — третий студийный альбом американской рок-певицы и автора-исполнителя Уайз Блад, вышедший 21 октября 2016 года на лейбле Mexican Summer. Диск получил положительные отзывы музыкальных критиков.

## Отзывы
Альбом получил положительные отзывы музыкальных критиков и интернет-изданий: AllMusic, Clash, Exclaim!, The Guardian, Pitchfork, Uncut.

### Итоговые списки
| Публикация      | Список                     | Ранг | Ссылка |
| --------------- | -------------------------- | ---- | ------ |
| Pitchfork       | The 50 Best Albums of 2016 | 43   | [ 10 ] |
| Under the Radar | Top 100 Albums of 2016     | 9    | [ 11 ] |

## Список композиций
Слова и музыка всех песен — Натали Меринг (Weyes Blood).
| №                   | Название               | Длительность |
| ------------------- | ---------------------- | ------------ |
| 1.                  | «Diary»                | 5:36         |
| 2.                  | «Used to Be»           | 4:32         |
| 3.                  | «Be Free»              | 6:22         |
| 4.                  | «Do You Need My Love?» | 6:25         |
| 5.                  | «Generation Why»       | 5:21         |
| 6.                  | «Can't Go Home»        | 4:40         |
| 7.                  | «Seven Words»          | 4:37         |
| 8.                  | «Away Above»           | 5:18         |
| 9.                  | «Front Row Seat»       | 1:55         |
| Общая длительность: | Общая длительность:    | 44:46        |

## Позиции в чартах

### Еженедельные чарты
| Чарт (2016)                                         | Высшая позиция |
| --------------------------------------------------- | -------------- |
| Великобритания (UK Independent Album Breakers, OCC) | 14             |
| США Top Heatseekers Billboard                       | 23             |